# Erik Nilsson (ingenjör)
John Erik Valter Nilsson, namnet ofta skrivet J. Erik V. Nilsson, född 8 augusti 1920 i Linköping, död 31 juli 2018 i Göteborg, var en svensk ingenjör. 
Nilsson, som var son till möbelsnickare John Nilsson och Amanda Svensson, avlade studentexamen 1940, utexaminerades från Kungliga Tekniska högskolan 1945, blev teknologie licentiat 1951, teknologie doktor vid Kungliga Tekniska högskolan 1962 och docent vid Chalmers tekniska högskola 1962. Han anställdes som ingenjör vid STAL i Finspång 1945, vid Saab AB i Linköping 1949, vid Nohab i Trollhättan 1951, blev professor i strömningsmaskiner vid Lunds tekniska högskola 1964 och var professor i strömningsmaskinteknik vid Chalmers tekniska högskola 1964–1986. Han var speciallärare vid Chalmers tekniska högskola 1951–1964. Han skrev bland annat doktorsavhandlingen On the Ideal Flow through Axial Turbomachine Cascades (1962). Nilsson är gravsatt i minneslunden på Brunnby kyrkogård.